# بی‌بی جان‌آباد
بی‌بی جان‌آباد ، روستایی نفت خیز بام نفتی ایران از توابع بخش مرکزی شهرستان گچساران در استان کهگیلویه و بویراحمد ایران است.که بام نفت ایران سقلاطون در آنجا قرار دارد

## جمعیت
این روستا در دهستان امامزاده جعفر قرار دارد و براساس سرشماری مرکز آمار ایران در سال ۱۳۸۵، جمعیت آن ۹۲۸ نفر (۱۹۷خانوار) بوده‌است.